# Lewszynka (wieś nad rzeką Małaja Łoknia)
Lewszynka (ros. Левшинка) – wieś (ros. деревня, trb. dieriewnia) w zachodniej Rosji, w sielsowiecie wyszniedieriewienskim rejonu lgowskiego w obwodzie kurskim.

## Geografia
Miejscowość położona jest nad rzeką Małaja Łoknia (lewy dopływ Łokni w dorzeczu Sudży), 13 km od centrum administracyjnego sielsowietu (Wysznije Dieriewieńki), 23 km na południe od centrum administracyjnego rejonu (Lgow), 72 km na południowy zachód od Kurska.
We wsi znajdują się 62 posesje.
Klimat
Miejscowość, jak i cały rejon, znajduje się w strefie klimatu kontynentalnego z łagodnym ciepłym latem i równomiernie rozłożonymi opadami rocznymi (Dfb w klasyfikacji klimatów Köppena).

## Demografia
W 2010 r. wieś zamieszkiwały 104 osoby.